# History of the Great War
History of the Great War, dt. Geschichte des großen Krieges, ist der Titel eines 28-bändigen historischen Werkes über die militärischen Operationen der Britischen Armee im Ersten Weltkrieg.
Der volle Titel ist History of the Great War Based on Official Documents, meist wird es aber einfach kurz als British Official History bezeichnet.
Das Werk wurde von der historischen Abteilung des Committee of Imperial Defence (CID, dt.: Komitee für Reichsverteidigung) unter der Leitung des Historikers Brigadier-General Sir James Edward Edmonds erarbeitet. Die erste Ausgabe erschien 1932 und der letzte Band 1949. Es wurde bei der Edition keine besondere Reihenfolge eingehalten, so dass der erste Band Military Operations: France and Belgium, 1914 acht Jahre nach dem zweiten erschien.
Die History of the Great War wurde als historisches Fachbuch für militärisches Personal, nicht für die breite Öffentlichkeit geschrieben. Der britische Historiker John Keegan, ein Kritiker der trockenen, spröden Prosa, sagte darüber:  „the compilers… have achieved the remarkable feat of writing an exhaustive account of one of the world's greatest tragedies without the display of any emotion at all.“ („Den Verfassern ist es gelungen, das bemerkenswerte Meisterstück einer erschöpfenden Abrechnung mit einer der größten Tragödien der Welt vorzulegen, ohne das geringste Anzeichen innerer Beteiligung.“)

## Bände
- Military Operations: France and Belgium, 1914
  - Volume I: Mons, the Retreat to the Seine, the Marne and the Aisne, August – October 1914, Brigadier-General Sir James E. Edmonds, 1933, Archive
  - Volume II: Antwerp, La Bassé, Armentières, Messines and Ypres, October – November 1914, Brigadier-General Sir James E. Edmonds, 1925
- Military Operations: France and Belgium, 1915
  - Volume I: Winter 1914–1915: Battle of Neuve Chapelle: Battles of Ypres, Brigadier-General Sir James E. Edmonds and Captain G.C. Wynne, 1927
  - Volume II: Battles of Aubers Ridge, Festubert, and Loos, Brigadier-General Sir James E. Edmonds, 1928
- Military Operations: France and Belgium, 1916
  - Volume I: Sir Douglas Haig's Command to the 1st July: Battle of the Somme, Brigadier-General Sir James E. Edmonds, 1932
  - Volume II: 2nd July 1916 to the end of the Battles of the Somme, Captain Wilfrid Miles, 1938
- Military Operations: France and Belgium, 1917
  - Volume I: The German Retreat to the Hindenburg Line and the Battles of Arras, Captain Cyril Falls, 1940
  - Volume II: Messines and third Ypres (Passchendaele), Brigadier-General Sir James E. Edmonds, 1948
  - Volume III: The Battle of Cambrai, Captain Wilfrid Miles, 1948
- Military Operations: France and Belgium, 1918
  - Volume I: The German March Offensive and its Preliminaries, Brigadier-General Sir James E. Edmonds, 1935
  - Volume II: March-April: Continuation of the German Offensives, Brigadier-General Sir James E. Edmonds, 1937
  - Volume III: May-July: The German Diversion Offensives and the First Allied Counter-Offensive, Brigadier-General Sir James E. Edmonds, 1939
  - Volume IV: 8th August-26th September: The Franco-British Offensive, Brigadier-General Sir James E. Edmonds, 1947
  - Volume V: 26th September-11th November: The Advance to Victory, Brigadier-General Sir James E. Edmonds and Lieutenant-Colonel R. Maxwell-Hyslop, 1947
- Military Operations: Gallipoli
  - Volume I, Brigadier-General C.F. Aspinall-Oglander, 1929
  - Volume II, Brigadier-General C.F. Aspinall-Oglander, 1932
- Military Operations: Italy, 1915–1919, Brigadier-General Sir James E. Edmonds and H.R. Davies, 1949
- Military Operations: East Africa, 1914–1916
  - Volume I, Lieutenant-Colonel Charles Nordern, 1941
  - Volume II, unpublished
- Military Operations: Togoland and the Cameroons, 1914–1916, Brigadier-General F.J. Moberly, 1931
- Military Operations: Macedonia
  - Volume I: From the Outbreak of War to the Spring of 1917, Captain Cyril Falls, 1933
  - Volume II: From the Spring of 1917 to the End of the War, Captain Cyril Falls, 1935
- Military Operations: Egypt and Palestine
  - Volume I, Captain Cyril Falls, 1928
  - Volume II, Captain Cyril Falls
- Military Operations: Mesopotamia
  - Volume I: Outbreak of Hostilities, Campaign in Lower Mesopotamia, Brigadier-General F.J. Moberly, 1923
  - Volume II: April 1916: The Attempt on Baghdad, the Battle of Ctesiphon, the Siege and the Fall of Kut-al-Amara, Brigadier-General F.J. Moberly, 1924
  - Volume III: April 1917: The Capture and Consolidation of Baghdad, Brigadier-General F.J. Moberly, 1926
  - Volume IV: The Campaign in Upper Mesopotamia to the Armistice, Brigadier-General F.J. Moberly, 1927